# Gasoducto de Camisea
El gasoducto de Camisea es el gaseoducto más largo del Perú. Se inicia su construcción en 2001 hasta 2004 para transportar gas natural desde Las Malvinas, Echarate, Cusco cruzando los Andes hasta la costa en Lima con un total de 729 km al oeste.

## Trayecto
El gasoducto comienza en Las Malvinas, en el sureste del Perú. Llega hasta Pisco donde se encuentra la planta de procesamiento. Desde Pisco luego se dirige a Lima.
El gasoducto de Camisea tiene una capacidad de 450 MMPCD. El operador del gaseoducto es la empresa Transportadora de Gas del Perú.

## Ampliaciones
La empresa responsable del transporte del gas, Transportadora de Gas del Perú ha venido realizando continuas mejoras y ampliaciones al ducto, como respuesta a la creciente demanda del mercado, es así que en 2014 la capacidad paso de 450 MMPCD a 610 MMPCD diarios. El proyecto de ampliación con horizonte a marzo de 2016 proyecta elevar la capacidad de transporte a 920 MMPCD diarios, para ello se instalará una nueva planta de compresión en Echarate (Cusco) y la instalación de un ducto adicional en la costa (desde Chilca hasta Lurín), paralelo al ducto actual.
El proyecto también contempla la instalación de un gasoducto de derivación a la región Ayacucho. La inversión total en este proyecto asciende a US$ 260 millones, con la cual se aumentará la capacidad de transporte de 655 MMPCD a 920 MMPCD.

## Mira esto también
- Gas de Camisea
- Gas natural en Bolivia
- Países productores de gas natural a nivel mundial
- Planta de Licuefacción de Gas de Río Grande